# Skördeblot
Skördeblot eller Sensommarblot är ett blot inom nordisk religion, vilket firas vid i början av augusti och högtidhåller att det är tid för den stora skörden och att sommaren går mot sitt slut. Mycket brödsäd skördas i slutet av juli och början av augusti, och många tar detta som utgångspunkt för när blotet firas. Då är Tor ( åkrarnas beskyddare ) och Siv som råder över sädens mognad, lämpliga huvudpersoner att vända sig till.